# カルノーの定理 (幾何学)

カルノーの定理は、フランスの数学者ラザール・カルノーに由来する、初等平面幾何学における定理である。

## 定理
任意の三角形 ABC において、外接円の中心 D と3辺との符号付き距離の和は、外接円の半径 R と内接円の半径 r の和に等しい。すなわち、右図において、
{\displaystyle DF+DG+DH=R+r\,}
が成立することを主張するものである。ただし、三角形の各辺への垂線 DX (X = F, G, H) が当該三角形の外側に完全に出てしまう場合に限り、符号付き距離の符号を負にとるものとする。

## 応用
カルノーの定理は、三上義夫、林鶴一によって紹介されたとされる、日本の定理の証明に使用される。

## 幾何学におけるもう一つの「カルノーの定理」
幾何学において“カルノーの定理”と呼ばれる定理としては、上記のほかに、シムソンの定理の一般的な場合として、任意の三角形の外接円上の点から、当該三角形の各辺へ同じ向きに同じ角をなす直線を引いたときの3辺との交点が一直線上にあることを主張する定理がある。